# Death (singolo)
Death è un singolo del gruppo indie rock White Lies. È il secondo singolo estratto dall'album d'esordio To Lose My Life... ed è stato pubblicato il 22 settembre 2008 raggiungendo la 52ª posizione nella classifica dei singoli del Regno Unito. Dopo l'affermarsi della band con altri brani il singolo è stato ripubblicato il 22 giugno 2009.

## Track list

### 2008
CD
1. Death
2. Death (Crystal Castles remix)

Vinile 7" (1)
1. Death
2. Black Song

Vinile 7" (2)
1. Death
2. Death (Haunts remix)

CD EP (Stati Uniti)
1. Death
2. Black Song
3. Death (Crystal Castles remix)
4. Death (Haunts remix)

### 2009(re-issue)
Vinile 7" (1)
1. Death
2. Nothing to Give (M83 remix)

Vinile 7" (2)
1. Death (Crystal Castles remix)
2. Death (Mistabishi remix)

iTunes EP (Regno Unito)
1. Death (Chase & Status remix)
2. Death (Mistabishi remix)
3. Death (L'amour la morgue Edition)
4. Nothing to Give (M83 remix)